# Guillaume Jean Marie D'Hanens
Guillaume Jean Marie D'Hanens (Sint-Niklaas, 31 januari 1819 – De Klinge, 9 februari 1888) was een Belgisch politicus voor de Katholieke Partij en fungerend burgemeester van Sint-Niklaas tussen 1878 en 1879.
D'Hanens was de zoon van Guillaume Joseph Marie D'Hanens (1788-1861), lid van het Belgisch Nationaal Congres, en Amélie Colette Peers (1792-1865). Hij was net als zijn vader advocaat en grondeigenaar. Bovendien werd hij schepen, ambtenaar van de burgerlijke stand en waarnemend burgemeester van Sint-Niklaas. Hij overleed op 9 februari 1888 aan het station van De Klinge, na een hartaderbreuk. Er werd een kruis in arduin opgericht, als monument op de plaats van zijn overlijden.
D'Hanens was op 23 juli 1850 te Geraardsbergen gehuwd met Clémentine Colette Valentine Druwé (1831-1905). Uit dit huwelijk kwamen 8 kinderen voort:
- Guillaume Pierre Jean Marie D'Hanens (1851-1887)
- Colette Valentine Josephine Marie D'Hanens (1852-1929)
- Victor Joseph Ghislain D'Hanens (1854-1855)
- Victor Edmond Ghislain Marie D'Hanens (1857-1933), advocaat en gemeenteraadslid van Sint-Niklaas. Hij was de vader van CVP-politicus Guillaume D'Hanens (1894-1971).
- Hortense Mathilde Ghislaine D'Hanens (1860-1862)
- Elise Mélanie Marie Ghislaine D'Hanens (1863-1949)
- Albert Edouard Marie Ghislain D'Hanens (1869-1925)
- Valentine Françoise Josephe Marie Ghislaine D'Hanens (1873-1955)

## Eretekens
- Ridder in de Leopoldsorde[bron?]